# Põhimaantee 3
De Põhimaantee 3 is een hoofdweg in Estland. De weg loopt van Jõhvi via het Peipusmeer, Tartu en Valga naar de grens met Letland. Daarna loopt de weg verder als A3 naar Riga. De weg is een onderdeel van de Europese weg 264 tussen Jõhvi en Inčukalns. De weg is 219,3 kilometer lang.
Bij Jõhvi kruist de Põhimaantee 3 de Põhimaantee 1 tussen Tallinn en Narva, bij Tartu de Põhimaantee 2 tussen Tallinn en Pskov en indirect de Põhimaantee 92 naar Viljandi en bij Valga de Põhimaantee 6 naar Pärnu.